# Abraham Constantin
Louis Théodore Abraham Constantin (Ginevra, 1º dicembre 1785 – Ginevra, 10 marzo 1855) è stato un pittore e miniatore svizzero.

## Biografia
Nonostante i genitori, Jacob ed Élisabeth Rival, fossero commercianti con scarsa propensione per il mondo dell'arte, si formò alla Scuola di disegno di Calabri della Società delle arti e poi come apprendista presso la bottega degli smaltatori Michel ed Henry L'Evêque, che decoravano le tabacchiere per Richard e Soutter. Durante l'apprendistato, continuò a frequentare Constant Vaucher, suo maestro alla scuola di disegno, che lo iniziò alle opere di Raffaello, Michelangelo e Nicolas Poussin.
Fu però nel 1807, quando Constantin aveva 21 anni, che iniziò la sua carriera di pittore: trasferitosi a Parigi e qui protetto dal barone Desnoyer e da François Gérard, fu presentato alla corte di Napoleone Bonaparte, e in particolare alla moglie Giuseppina. Dopo avere realizzato una copia della Madonna della seggiola di Raffaello fu scelto come ritrattista su smalto per la famiglia imperiale, un incarico che mantenne fino alla campagna di Russia, nel 1812, quando le scarse fortune del suo committente lo indussero a cercare altri incarichi. Dal 1813 Constantin prese così a decorare porcellane per la Manufacture nationale de Sèvres, che gli commissionò dapprima ritratti e scene di vita quotidiana, poi copie di quadri celebri. Fu proprio grazie a quest'attività, e alle medaglie d'oro ottenute nelle mostre del 1811 e del 1819, che la sua notorietà come copista crebbe, arrivando a raggiungere la fama internazionale. La Manufacture nationale, così, lo promosse primo pittore e lo inviò a Firenze fra il 1820 e il 1825: nella città italiana il pittore ginevrino si dedicò a pieno ritmo alle copie di Raffaello e iniziò a frequentare Jean-Auguste-Dominique Ingres.

Nel 1826 tornò a Parigi e trovò nuove commesse a corte, diventando il pittore su porcellana di Carlo X. Due anni dopo divenne il direttore della Scuola di pittura su porcellana nata nel 1827 e ottenne la Legion d'onore per aver realizzato una copia su porcellana dell'Ingresso trionfale Enrico IV a Parigi di François Gérard. In questo periodo il principe Carlo Alberto di Savoia acquistò per 120.000 franchi 13 sue opere, che prima di essere recapitate a Torino furono esposte a Ginevra, Parigi e Londra. Fra queste 

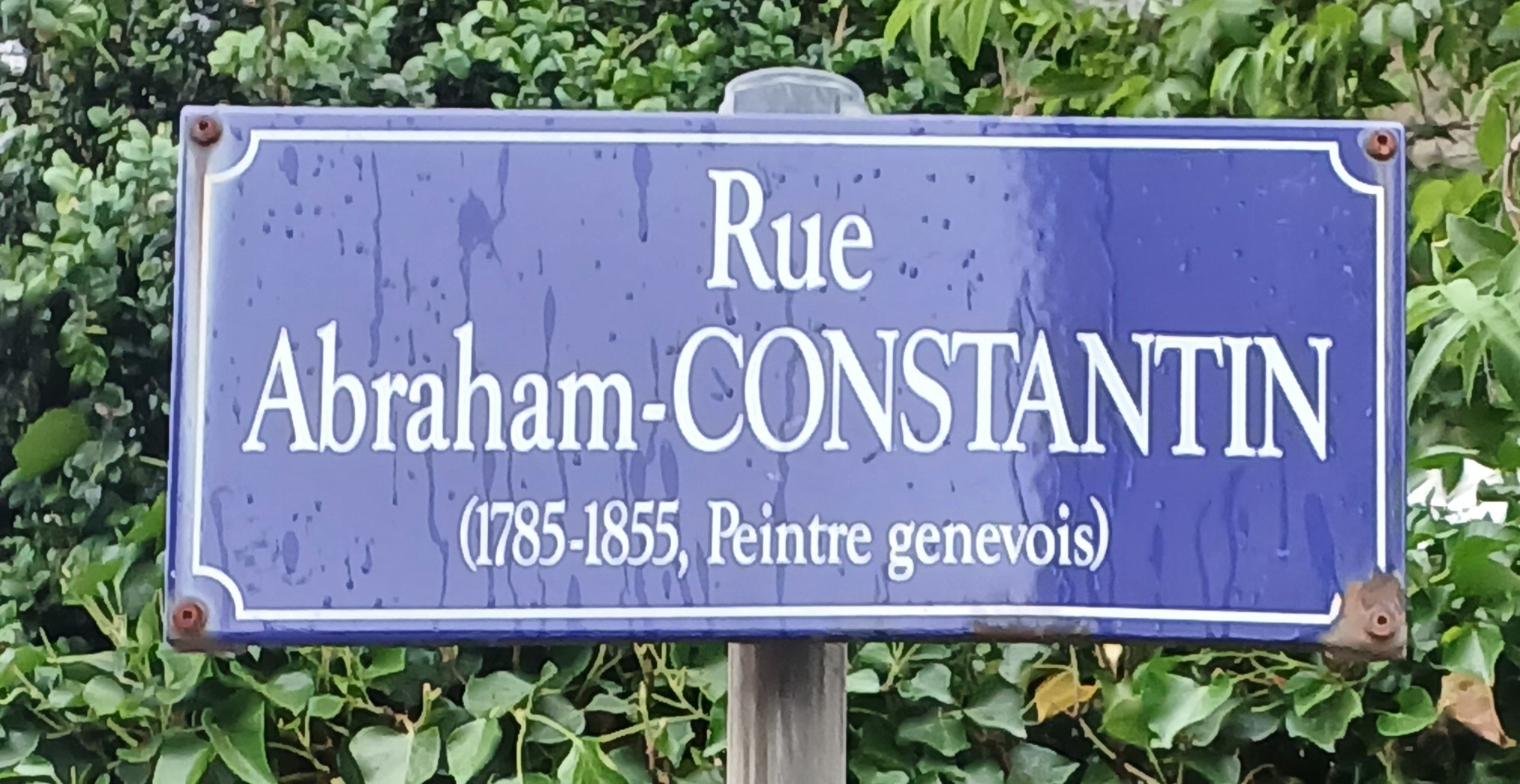
Rue Constantin a Ginevra

opere, oggi conservate nella Galleria Sabauda di Torino, al Musée de l'Ariana di Ginevra e al Musée national de céramique di Sèvres, vi erano la Madonna della Seggiola di Raffaello realizzata nel 1820 e la Venere coricata di Tiziano (1821). La collezione fu ulteriormente ampliata con quattro copie di autoritratti (rispettivamente di Raffaello, Tiziano, Annibale Carracci e Peter Paul Rubens), un suo Autoritratto (1824) e il dipinto che raffigurava Carlo Alberto alla Battaglia del Trocadero, donato nel 1831 da Carlo X di Francia alla famiglia reale sabauda.
I suoi legami con l'Italia, del resto, furono rafforzati anche dai viaggi compiuti negli anni parigini: fra il 1830 e il 1844 fece la spola fra la Francia e Roma, dove fece amicizia con Stendhal, con il quale scrisse Idées italiennes sur quelques tableaux célèbres, una guida alla Città eterna pubblicata nel 1840. Fu poi a Dresda, invitato dal principe di Sassonia, e infine tornò a Ginevra, città che gli intitolò una via.